# Auroraceratops
Auroraceratops ("dávná rohatá tvář") byl rod menšího rohatého dinosaura (neoceratopsiana), žijícího v období spodní křídy (stupeň apt) na území dnešní Číny. Byl vývojově primitivním zástupcem ceratopsů.

## Historie
Tento dinosaurus byl objeven v provincii Kan-su a popsán mezinárodním týmem paleontologů v roce 2005. Druhové jméno rugosus (hrubý, drsný) se vztahuje k některým drsným ploškám na povrchu lebky a čelisti. Typový exemplář (IG-2004-VD-001) sestává z téměř kompletní lebky, postrádající pouze rostrální kost a parietální hřeben.

## Rozměry
Lebka je dlouhá pouze 20 cm, šlo tedy o poměrně malého dinosaura. Velcí jedinci však mohli dosahovat délky až 6 metrů a hmotnosti 1,3 tuny. Podle výzkumu velkého množství objevených jedinců z roku 2019 však tento dinosaurus měřil v průměru jen 125 cm na délku, 44 cm na výšku a vážil asi 15,5 kg.

## Systematika
Auroraceratops byl zástupcem kladu (přirozené vývojové skupiny), do které spadaly také rody Sasayamagnomus a Aquilops, s větším odstupem pak rody Beg, Archaeoceratops a další.